# Il grande pescatore
Il grande pescatore (The Big Fisherman) è un film del 1959 diretto da Frank Borzage, tratto dal romanzo omonimo di Lloyd C. Douglas.

## Trama
La principessa Fara, figlia della prima moglie di Erode Antipa, ha seguito la madre nel suo ritorno in Arabia dopo che Antipa ha preso come nuova moglie Erodiade. Quando la madre di Fara muore, la giovane decide di recarsi in Giudea, travestita da uomo, con l'intento di uccidere Antipa, per vendicare l'onore della madre. Il principe arabo Voldi, innamorato di lei, parte alla sua ricerca. Intanto Fara incontra Giovanni Battista, che sta annunciando il ruolo messianico che avrà Gesù. In seguito ella incontra il pescatore Simone, che la prende come aiutante dopo aver litigato con Giovanni e Giacomo perché questi vogliono andare ad ascoltare Gesù mentre Simone è scettico verso i predicatori. La suocera di Pietro però capisce che Fara è una donna e quindi la giovane torna a vestire abiti femminili.
Facendosi chiamare Ester, ella riesce a farsi assumere come traduttrice di pergamene presso la dimora di Antipa, sperando che avrà occasione di ucciderlo. Fara si reca poi ad ascoltare Gesù, che sta predicando il sermone della montagna, incentrato sull'invito a perdonare i nemici. Anche Simone va infine ad ascoltarlo e ne rimane fortemente impressionato, facendo quindi pace con Giovanni e Giacomo. Gesù viene poi a chiamare Simone, ribattezzato Pietro, oltre a suo fratello Andrea, a Giacomo e Giovanni, mentre stanno pescando, e tutti e quattro diventano suoi discepoli. Nel frattempo Fara ha occasione di trovarsi da sola con Antipa, per leggergli delle pergamene, ma mentre sta estrendo il pugnale arrivano altre persone ed è costretta a rimandare il proprio intento, che sta comunque vacillando, perché ella continua a ripensare alle parole di Gesù.
Pietro incontra il principe Voldi e le fa ritrovare Fara, tuttavia Voldi viene arrestato e riportato in Arabia. Fara decide di seguirlo ma prima torna un'ultima volta da Antipa col proposito di ucciderlo e gli rivela di essere sua figlia, ma rinuncia infine alla vendetta spiegandogli che è rimasta toccata dalle parole di Gesù. Pietro accompagna Fara in Arabia, dove il nuovo re, Deran, ha fatto incatenare e frustare Voldi, geloso perché vorrebbe essere lui a sposare Fara. Quando lei e Pietro giungono da Deran, questi chiede all'apostolo se è in grado di guarire la paralisi di cui soffre alle gambe. Pietro acconsente a patto che il re lascerà liberi Voldi e Fara, ammonendolo che se non manterrà la parola gli accadrà qualcosa di peggio. Deran viene guarito ma poco dopo si rimangia la promessa e ordina l'arresto dei due, a questo punto cade morto fulminato. Voldi viene eletto nuovo re d'Arabia ma Fara decide di tornare con Pietro in Giudea da Gesù.